# OFK Bělehrad
Omladinski fudbalski klub Beograd, známější pod zkráceným názvem OFK Beograd, je srbský fotbalový klub z Bělehradu, přesněji z jeho městské části Karaburma. Založen byl roku 1911 jako Beogradski sportski klub. V 50. letech nesl krátce název Metalac, název OFK má od roku 1957. První velkou éru zažil ve 20.–30. letech 20. století, kdy patřil k nejlepším klubům v zemi, získal tehdy 5 titulů, dosud posledních ve své historii (1930–31, 1932–33, 1934–35, 1935–36, 1938–39). Na mezinárodním poli získal ovšem proslulost až ve druhé zlaté éře, v 50. a 60. letech. Největším úspěchem bylo semifinále Poháru vítězů pohárů v sezóně 1962/63. Již v sezóně 1960/61 hrál OFK též čtvrtfinále Veletržního poháru (tehdy však stačilo přejít přes 1. kolo) a v sezóně 1972/73 též čtvrtfinále Poháru UEFA. Hráči OFK též tvořili jádro reprezentačního mužstva Bělehradu v 2. ročníku Veletržního poháru 1958/60, kde se bělehradští fotbalisté probojovali do semifinále. V této éře klub rovněž získal 4x jugoslávský fotbalový pohár (1952–53, 1954–55, 1961–62, 1965–66). V posledních letech se pokouší o renesanci, byť o bělehradské žezlo se od 60. let přetahují spíše Partizan s Crvenou zvezdou. V sezóně 2005–06 se OFK po dlouhých letech znovu podíval do evropských pohárů, konkrétně do Poháru UEFA a zopakoval si to i v letech 2006–07 a 2010–11, zatím však bez větších úspěchů.